# Justin Auger
Justin Auger (né le 14 mai 1994 à Kitchener, dans la province de l'Ontario au Canada) est un joueur professionnel canadien de hockey sur glace. Il évoluait au poste d'ailier droit.

## Biographie
Il est repêché au 103e rang par les Kings de Los Angeles au quatrième tour lors du repêchage d'entrée dans la LNH 2013 alors qu'il évoluait pour le Storm de Guelph dans la LHO. Il devient professionnel en 2014 avec les Monarchs de Manchester, équipe affiliée aux Kings de Los Angeles dans la LAH.

## Statistiques
| Saison    | Équipe                              | Ligue  |    | Saison régulière | Saison régulière | Saison régulière | Saison régulière | Saison régulière |   | Séries éliminatoires | Séries éliminatoires | Séries éliminatoires | Séries éliminatoires | Séries éliminatoires |
| Saison    | Équipe                              | Ligue  | PJ | B                | A                | Pts              | Pun              | PJ               | B | A                    | Pts                  | Pun                  |                      |                      |
| 2009-2010 | Wolwes Minor de Waterloo Midget AAA | AHMMPL | 30 | 20               | 11               | 31               | 16               | 14               | 5 | 6                    | 11                   | 6                    |                      |                      |
| 2010-2011 | Siskins de Waterloo                 | GOJHL  | 42 | 22               | 15               | 37               | 57               | 4                | 2 | 5                    | 7                    | 2                    |                      |                      |
| 2011-2012 | Storm de Guelph                     | LHO    | 58 | 7                | 7                | 14               | 39               | 6                | 0 | 0                    | 0                    | 0                    |                      |                      |
| 2012-2013 | Storm de Guelph                     | LHO    | 68 | 16               | 17               | 33               | 39               | 5                | 0 | 0                    | 0                    | 0                    |                      |                      |
| 2013-2014 | Storm de Guelph                     | LHO    | 53 | 11               | 12               | 23               | 61               | 20               | 2 | 5                    | 7                    | 15                   |                      |                      |
| 2014-2015 | Monarchs de Manchester              | LAH    | 70 | 13               | 16               | 29               | 59               | 19               | 1 | 1                    | 2                    | 8                    |                      |                      |
| 2015-2016 | Reign d'Ontario                     | LAH    | 68 | 19               | 17               | 36               | 57               | 13               | 3 | 2                    | 5                    | 6                    |                      |                      |
| 2016-2017 | Reign d'Ontario                     | LAH    | 61 | 11               | 9                | 20               | 58               | 5                | 2 | 1                    | 3                    | 6                    |                      |                      |
| 2017-2018 | Reign d'Ontario                     | LAH    | 65 | 10               | 14               | 24               | 39               | 4                | 1 | 0                    | 1                    | 0                    |                      |                      |
| 2017-2018 | Kings de Los Angeles                | LNH    | 2  | 0                | 0                | 0                | 0                | -                | - | -                    | -                    | -                    |                      |                      |
| 2018-2019 | IceHogs de Rockford                 | LAH    | 29 | 2                | 0                | 2                | 6                | -                | - | -                    | -                    | -                    |                      |                      |
| 2018-2019 | Senators de Belleville              | LAH    | 2  | 0                | 0                | 0                | 0                | -                | - | -                    | -                    | -                    |                      |                      |
| 2018-2019 | Everblades de la Floride            | ECHL   | 23 | 12               | 9                | 21               | 14               | 16               | 3 | 7                    | 10                   | 20                   |                      |                      |
| 2019-2020 | Everblades de la Floride            | ECHL   | 59 | 26               | 20               | 46               | 42               | -                | - | -                    | -                    | -                    |                      |                      |

## Trophées et distinctions
- Champion de la Coupe J.-Ross-Robertson en 2013-2014.
- Champion de la Coupe Calder en 2014-2015.